# Trekantsøjle
Trekantsøjle (Euphorbia trigona) eller Cowboy-kaktus kommer oprindeligt fra Sydvestafrika. På trods af navnet er den ikke en kaktus men derimod en vortemælk.